# Visita canónica
En la Iglesia Católica, una visita canónica es el acto de un superior eclesiástico que, en el desempeño de su cargo, visita personas o lugares con el fin de mantener la fe y la disciplina y corregir los abusos. Una persona delegada para llevar a cabo tal visita se llama visitante. Cuando, en circunstancias excepcionales, la Santa Sede delegue a un visitador (o visitadores) apostólico «para evaluar un instituto eclesiástico como un seminario, una diócesis o un instituto religioso [...] para ayudar al instituto en cuestión a mejorar la forma en que cumple su función en la vida de la Iglesia», esto se conoce como visita apostólica.

## Uso
La práctica se reafirmó en la Iglesia Católica por el Concilio de Trento (1545 a 1563) con estas palabras:

Los patriarcas, primados, metropolitanos y obispos no dejarán de visitar sus respectivas diócesis, ya sea personalmente, o si legalmente se lo impiden, por su Vicario general o visitador; si a causa de su extensión no pudieren hacer la visita de toda [la diócesis] anualmente, visitarán por lo menos la mayor parte de ella, de modo que el todo se complete [dentro] de dos años, ya sea por ellos mismos o por sus visitantes.

Del propósito de la visita dice el Concilio:

Pero el objeto principal de todas las visitas será conducir a la sana y ortodoxa doctrina, desterrando las herejías; mantener buenas costumbres y corregir a los malos; animar al pueblo, mediante exhortaciones y admoniciones, a la religión, la paz y la inocencia; y establecer aquellas otras cosas que a la prudencia de los visitantes parezcan en provecho de los fieles, según lo permita el tiempo, el lugar y la oportunidad.

### Derechos de visita
El derecho de visita pertenece a todos los prelados que tienen jurisdicción ordinaria sobre las personas en el fuero externo. El Papa a través de sus delegados, puede instituir una visita en todo el mundo, patriarcas, primados, metropolitanos, obispos, un vicario apostólico y un vicario capitular o administrador de una diócesis vacante, todos en sus respectivos territorios, superiores religiosos dentro de su propia jurisdicción. Un prelado nullius goza de este derecho en conjunto con el obispo vecino, cuyos preceptos en caso de desacuerdo prevalecerán. Sin embargo, la visita no cae dentro de la competencia de un vicario general, a menos que esté especialmente comisionado por el obispo. A un metropolitano no se le permite visitar las diócesis de sus obispos sufragáneos, excepto por razones aprobadas en un sínodo provincial, y solo después de que se haya completado la visita de su propia diócesis.
La visita canónica de una diócesis incumbe al obispo personalmente a menos que esté legalmente impedida. Un obispo puede visitar las diversas partes de su diócesis con la frecuencia que desee. Según el Concilio de Trento, debe hacerlo cada año si es posible, o al menos cada dos años. Un decreto de la Sagrada Congregación del Consistorio fue A remotissima, de 31 de diciembre de 1909. El Tercer Concilio Plenario de Baltimore requirió que un obispo visitara cada parte de su diócesis al menos una vez cada tres años, no solo para poder administrar el sacramento de la Confirmación, sino también para que pudiera conocer a su gente.
Están sujetos a la visita y corrección episcopal los regulares en lo que atañe a la curación de las almas y al culto divino. Como delegado de la Sede Apostólica, el obispo puede visitar también los lugares exentos, pero solamente puede castigar en ellos a los delincuentes cuando el superior regular, debidamente notificado, no lo haga. Las comunidades religiosas de monjas son visitadas por el obispo, ya sea por derecho propio o como delegado de la Santa Sede.
Los superiores religiosos también visitan canónicamente las instituciones y las personas sujetas a ellas, observando cada uno la constitución y las costumbres de su propia orden. Los esfuerzos de las superioras religiosas al visitar sus casas se dirigen principalmente a promover el celo y la disciplina; su autoridad se limita a corregir infracciones menores de la regla, ya que están desprovistas de jurisdicción canónica. Las dificultades más allá de su poder para resolver se informan al obispo o a otro superior legítimo.

### Cuestiones prácticas
La visita comprende personas, lugares y cosas. Es un examen de la conducta de las personas, a saber, clérigos, monjas y laicos; sobre el estado de las iglesias, cementerios, seminarios, conventos, hospitales, asilos, etc., con su mobiliario y pertenencias, sobre la administración de la propiedad de la iglesia, las finanzas, los registros, el estado de la religión: en resumen, es una investigación completa de la espiritualidad y asuntos temporales de la diócesis. El visitante escucha quejas, investiga crímenes, ve si los pastores y otros cumplen correctamente con sus deberes, e investiga la conducta privada o la moralidad del clero y los laicos.
La visita episcopal debe ser una investigación paterna de los asuntos diocesanos. Los juicios formales y las penas judiciales, en consecuencia, no serán comunes: de los cuales, si se hiciere uso de ellos, podrá interponerse recurso suspensivo. De lo contrario, la apelación de los decretos promulgados en visitación engendrará meramente un efecto devolutivo. Se deben hacer cumplir las leyes dictadas, y debe conservarse una relación auténtica de toda la visita en los archivos diocesanos como registro oficial, así como permitir que el obispo en su visit ad limina rinda a la Santa Sede un informe exacto de las condiciones en su diócesis. Este informe al Papa debe ser firmado no solo por el obispo, sino también por uno de los visitantes asociados. Un obispo u otro visitante, satisfecho con la hospitalidad, no aceptará ofrenda por la visita.
El Pontificio prescribe las ceremonias que deben observarse en una visita formal a una parroquia. A la puerta de la iglesia, el obispo en cappa magna besa el crucifijo, recibe agua bendita y se inciensa; luego, dirigiéndose al santuario, se arrodilla hasta que se canta una oración prescrita. Subiendo al altar el obispo da su solemne bendición episcopal. Sigue un sermón en el que el obispo se refiere al propósito de la visita. Luego imparte la indulgencia que está facultado para conceder. Ataviado con una capa negra y una mitra simple, el obispo recita ciertas oraciones por los obispos difuntos de la diócesis. Luego, la procesión se dirige al cementerio si está cerca, de lo contrario a algún lugar conveniente en la iglesia donde se haya erigido un catafalco: allí se ofrecen oraciones por todos los fieles difuntos. La ceremonia termina al regresar al santuario con otra oración por los muertos. Siendo las vestiduras blancas sustituidas por las negras, el obispo examina el tabernáculo y su contenido (bendiciendo al pueblo con el copón), altares, pila bautismal, óleos sagrados, confesionarios, reliquias, sacristía, registros, cementerio, edificios, etc. como arriba. Finalmente, el Pontificio contiene otras oraciones para ser dichas en privado antes de la partida del obispo y sus asistentes.

## Visitas apostólicas recientes
En 2000, la Santa Sede ordenó una visita apostólica a la red de medios EWTN, dirigida por la monja franciscana Madre Angélica. El arzobispo Roberto González Nieves de San Juan, Puerto Rico, fue enviado a investigar. Nieves determinó que había tres problemas distintos: la propiedad real de la red, el derecho del monasterio a dar propiedad a EWTN y, dado que nunca había sido elegida, la legitimidad de la autoridad de la Madre Angélica.
Un equipo de visitación apostólica visitó más de 200 seminarios y casas de formación de Estados Unidos en 2005 y 2006 para evaluar cuestiones de moralidad sexual. Llegaron a la conclusión de que los seminarios católicos y las casas de formación sacerdotal de dicho país son generalmente saludables, pero recomendaron un mayor enfoque en la teología moral, una mayor supervisión de los seminaristas y una mayor participación de los obispos diocesanos en el proceso de formación.
En un intento por descubrir por qué los números han disminuido tan drásticamente en los últimos 40 años, la Congregación del Vaticano para los Institutos de Vida Consagrada y las Sociedades de Vida Apostólica anunció una visita apostólica a los institutos de mujeres religiosas de Estados Unidos. El estudio se completó en 2011.
En 2010, el Vaticano ordenó una visita apostólica a las instituciones de los Legionarios de Cristo tras las revelaciones de abusos sexuales por parte del difunto fundador de la orden, el padre Marcial Maciel Degollado.
El lunes 31 de mayo de 2010, el Papa Benedicto XVI, al tratar con otro escándalo de abuso sexual infantil a gran escala, ordenó la formación de un panel de nueve miembros (incluidas dos monjas, los actuales arzobispos de Toronto, Ottawa, Boston y New York y el arzobispo emérito de Westminster) para investigar el manejo del escándalo de abuso sexual por parte de la jerarquía de la iglesia irlandesa.
El arzobispo George Lucas de Omaha,Estados Unidos, le pidió al profesor Rev. James J. Conn que realizara una visita a la comunidad de los Intercesores del Cordero durante mayo de 2010.

### Recursos
- Smith, Gregory N. (25 de junio de 2007). The Canonical Visitation of Parishes: History, Law, and Contemporary Concerns (en inglés). Gregorian University Press. ISBN 978-88-7839-123-9.

- Datos: Q202030